# Braithwaite (Cumbria)

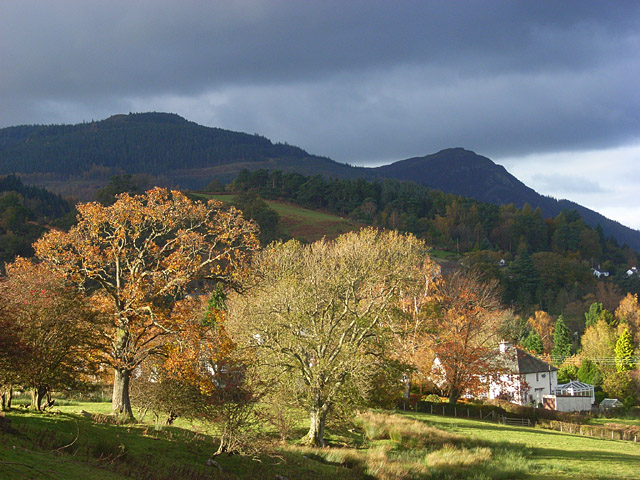
Braithwaite

Braithwaite ist ein Ort im Lake District westlich des Derwent Water Sees. Eine Straße führt aus dem Ort über den Whinlatter Pass. Der Ort hatte bis 1966 einen Bahnhof der Cockermouth, Keswick and Penrith Railway.